# Nyfönnemyrtjärnen (Bjurholms socken, Västerbotten)
Nyfönnemyrtjärnen är en sjö  i den del av Bjurholms kommun som ligger i Västerbotten. Den ingår i Umeälvens huvudavrinningsområde.